# Elección presidencial de El Salvador de 1984
La elección presidencial de El Salvador de 1984 fue el día domingo 25 de marzo de 1984, con una segunda vuelta el domingo 6 de mayo de 1984. La población salvadoreña eligió un nuevo presidente y vicepresidente, para un mandato de cinco años. El resultado le dio la victoria al histórico líder político José Napoleón Duarte del Partido Demócrata Cristiano.
La elección tomó lugar en medio de la Guerra Civil Salvadoreña, pero fue considerada la primera elección libre y justa desde 1931.

## Contexto Histórico
- Fue la primera elección considerada como libre y justa, desde 1931
- Fue la primera elección donde participaban civiles y no militares, desde 1929
- Hubo mucha participación porque la gente buscaba una solución al conflicto interno del país, conocido como la Guerra Civil Salvadoreña
- Desde 1977 que no se realizaba una elección presidencial, ya que el 15 de octubre de 1979 fue un golpe de Estado el que terminó con el gobierno de Carlos Humberto Romero. Se instaló una Junta Revolucionaria de Gobierno que gobernó de 1979 a 1982, y en 1982 la Asamblea Constituyente de El Salvador fue quién eligió con 36 votos de los 60 diputados a Álvaro Magaña como presidente provisional hasta el 1 de junio de 1984.
- José Napoleón Duarte llegaría al poder por primera vez de forma democrática ya que en las elecciones de 1972, su triunfo sería arrebatado por el entonces pecenista Arturo Armando Molina. Duarte dirigiría la Tercera Junta Revolucionaria de Gobierno hasta 1982. Triunfando contra el candidato derechista Roberto D'abuisson; además seria la primera elección presidencial en donde el partido ARENA participaría en la contienda electoral.

- Datos: Q7406542